# Karmelitenkirche (München)

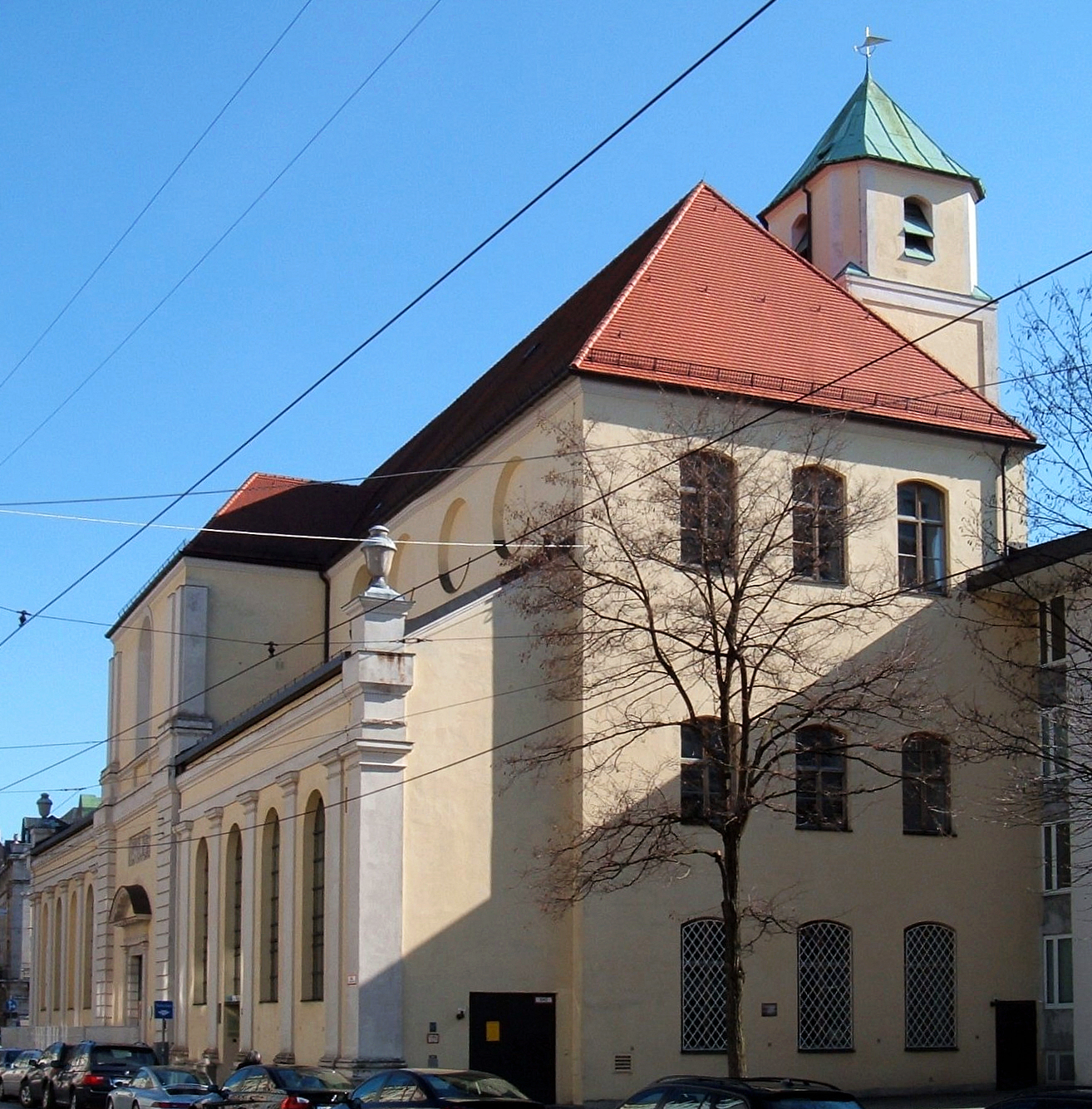
Die ehemalige Karmelitenkirche von Westen

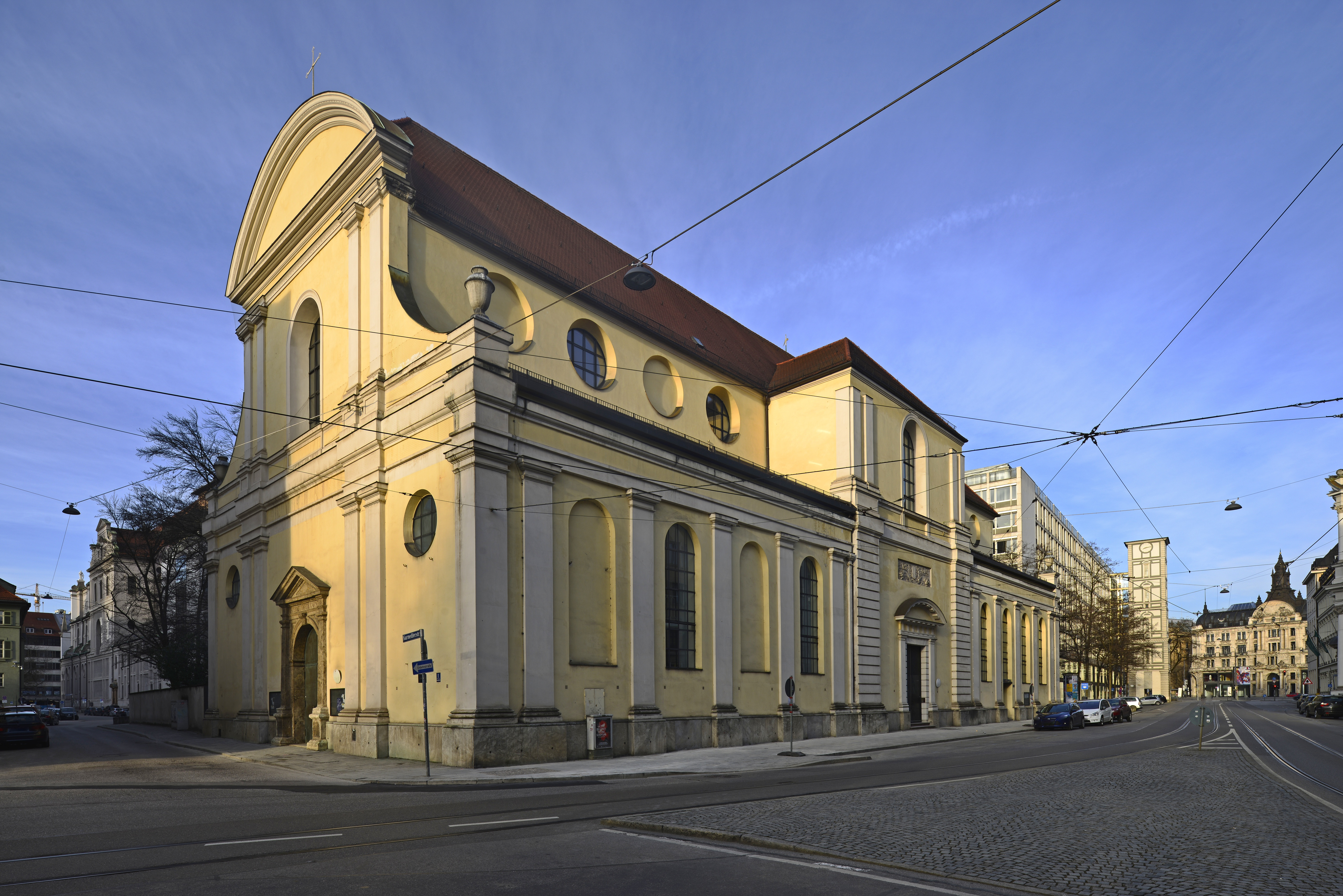
Die ehemalige Karmelitenkirche von Osten

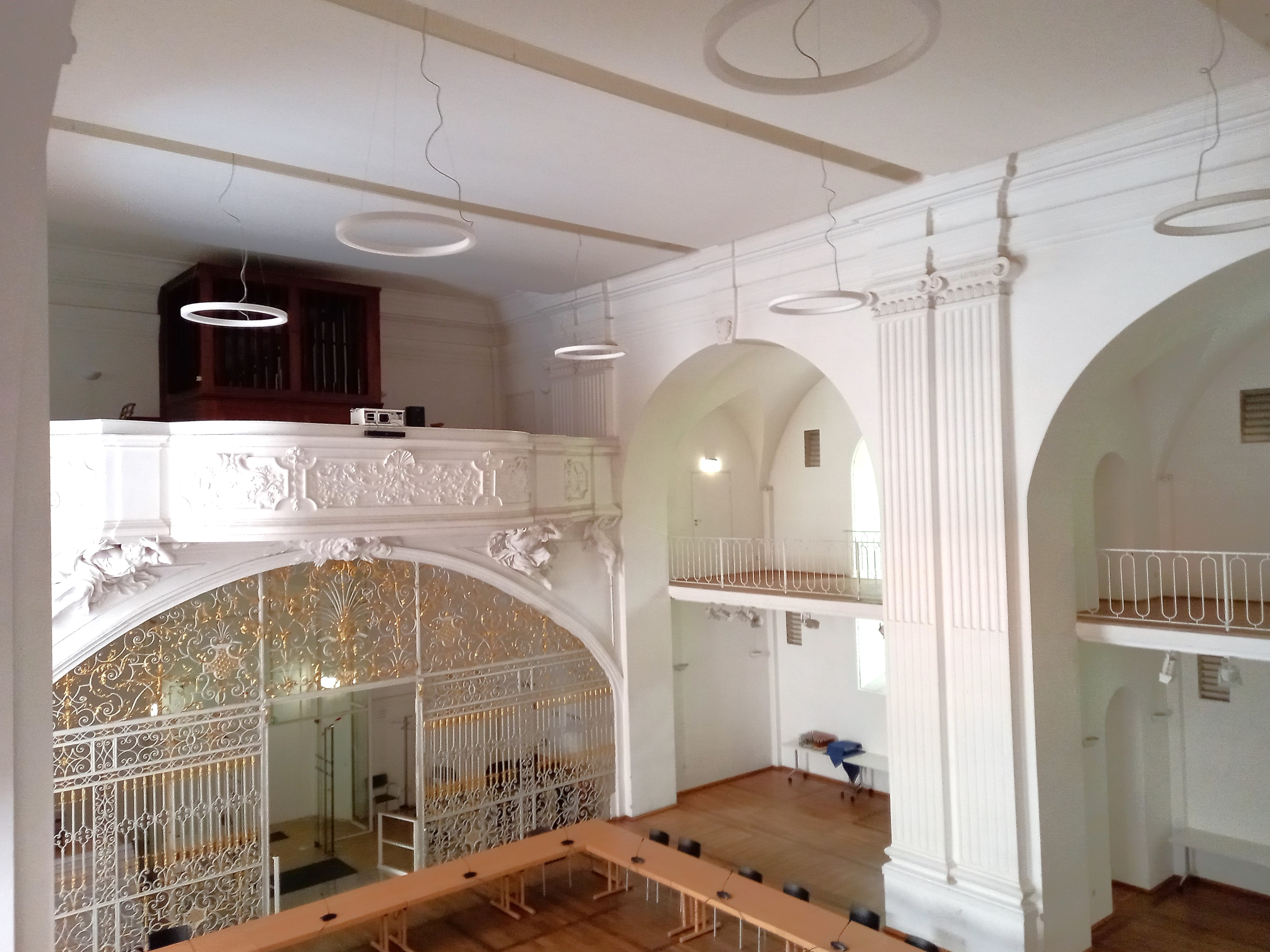
Eingangsbereich der Karmelitenkirche für Tagungen und Ausstellungen

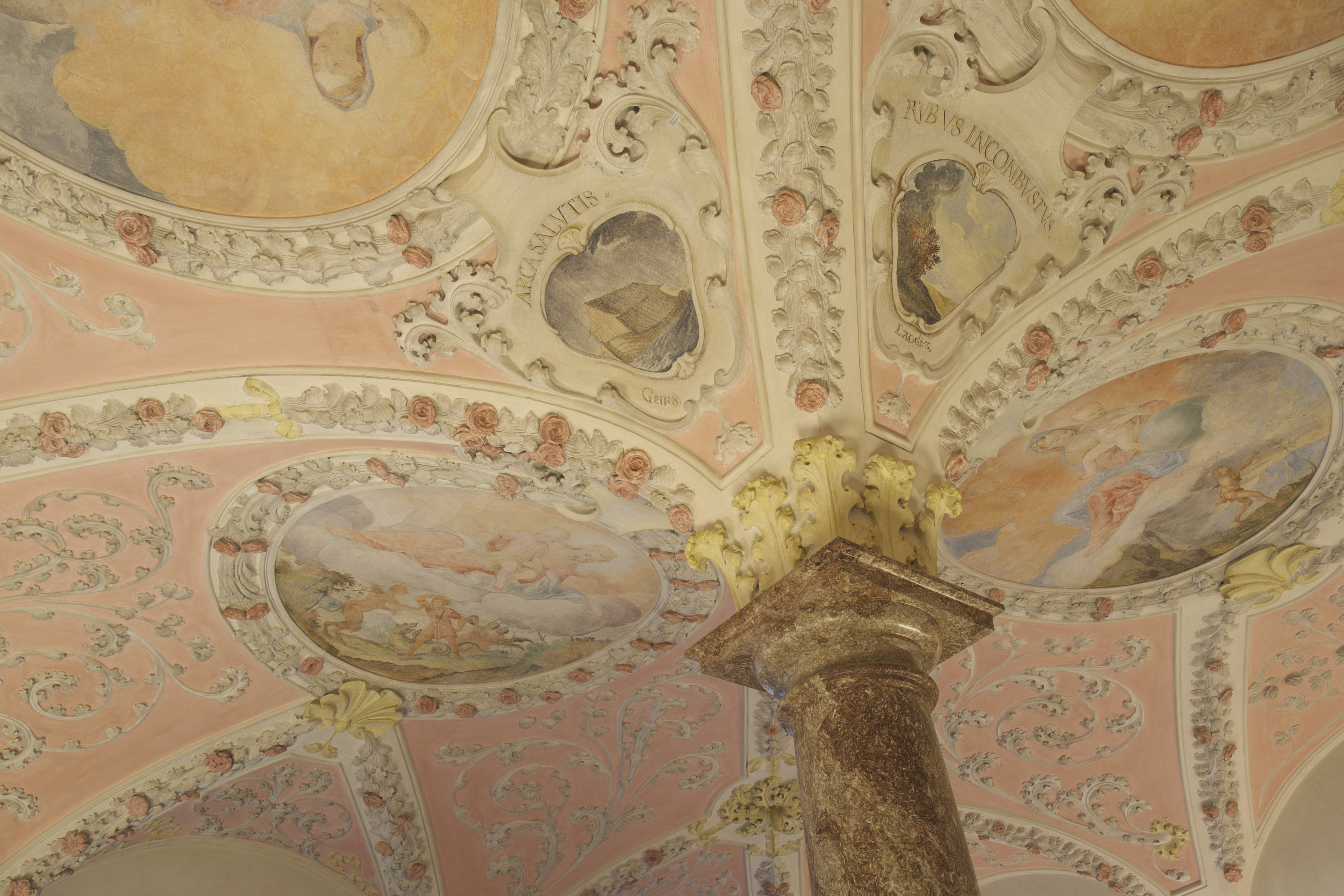
Decke im Lesesaal, ehemalige Sakristei der Karmelitenkirche mit Stuck von Francesco Marazzzo und Fresken von Johann Anton Gumpp

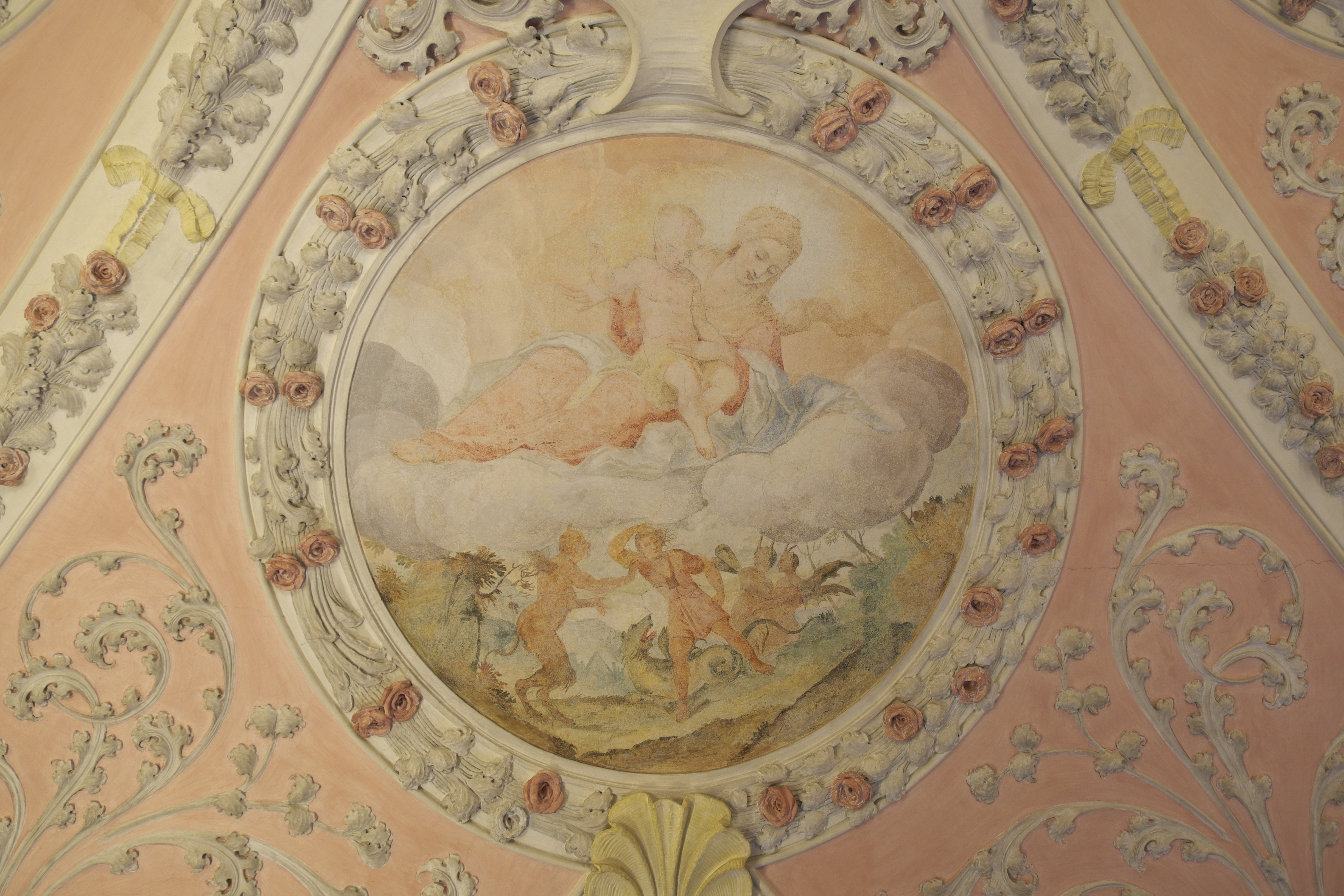
Decke im Lesesaal, ehemalige Sakristei der Karmelitenkirche

Die ehemalige Karmelitenkirche St. Nikolaus ist die älteste noch erhaltene Barockkirche Münchens. Heute beherbergt sie das Archiv des Erzbistums München und Freising und die Bibliothek des Metropolitankapitels München sowie einen Veranstaltungssaal.

## Lage
Die Karmelitenkirche (Karmeliterstraße 1) liegt am Promenadeplatz im Kreuzviertel der historischen Altstadt Münchens.

## Geschichte
Nachdem Kurfürst Maximilian I. 1620 gelobte, für einen Sieg bei der Schlacht am Weißen Berge eine Votivkirche zu stiften, wurde dann 1654 die Barockkirche nach Plänen von Hans Konrad Asper durch Marx Schinnagl als Ersatz für die alte Karmelitenkirche errichtet. 1660 wurde die Klosterkirche geweiht.
Im Zuge des Ausbaus der Promenade zur großbürgerlichen Flaniermeile veränderte Nikolaus Schedel von Greiffenstein 1802 bis 1811 die ursprüngliche Fassade von 1657. Die Karmelitenkirche erhielt nun ein stark klassizistisches Gepräge.
Im Zweiten Weltkrieg wurde die Kirche stark beschädigt und 1955–1957 durch Sep Ruf simplifiziert wiederaufgebaut. Rekonstruiert wurden jedoch nur die Fassade und die Chorapsis. Die Kirche wurde profaniert und dient seitdem als Archivgebäude. Im Langhaus wurde ein Veranstaltungs- und Ausstellungsraum eingerichtet. Eine neunregistrige zweimanualige Orgel wurde 1965 von Zeilhuber erbaut. In der reich stuckierten ehemaligen Sakristei wurden 1981 Fresken von Johann Anton Gumpp (1654–1719) und Stuck von Francesco Marazzzo freigelegt.